# Духніч Василь Афанасійович
Васи́ль Афана́сійович Ду́хніч (нар. 15 грудня 1917 Київ — 1997 Івано-Франківськ) — радянський та український історик. Провідний спеціаліст з історії Смути в Московській державі 1606 — 1610 рр. Декан історико-філологічного факультету 1955-1961 ПНУ ім. Василя Стефаника.

## Біографія
Народився 15 грудня 1917 року у Київі. Закінчив Київську середню робітничу школу 1939 р. Навчався на факультеті історії Київського інституту, який закінчив 1944 р. У 1941-1942 воював у Радянській армії. Звільнений за станом здоров'я. Працював вчителем у Волгоградській області (1942-1943), на кафедрі історії Київського педагогічного інституту (1947-1948),  завідувачем кафедри Кіровоградського педагогічного інституту (1949-1955). в 1944-1947 рр аспірант КНУ імені Шевченка. З 1955 року працював на кафедрі історії Станіславського педагогічного інституту. Декан історико-філологічного факультету Станіславського педагогічного інституту 1955-1961 рр. У 1959-1961 та 1963-1964 голофа профкому Станіславського інституту.
В 1947 році захистив кандидатську дисертацію на тему: "Селянський рух в Московській державі в 1606-1610 рр." Помер 1997 року в Івано-Франківську.

## Вибрані праці
- Ставлення київських князів до Древлянської землі в 946–988 pp. // Укр. іст. журн. – 1971. – № 11. – С. 92–95;
- Становище чорноморських адміралтейських поселенців // Наукові записки Станіславського педагогічного інституту. Серія історії. – К., 1957. – Вип. 2. – С. 29–53.
- З історії суспільно-економічного розвитку та класової боротьби на Україні (ХVІ – початок XX ст.) // Наукові записки Інституту історії АН УРСР. – К., 1960.

## Нагороди
- Медаль За відвагу
- Медаль За оборону Києва
- Медаль За оборону Сталінграду
- Медаль За перемогу над Німеччиною
- Відмінник народної освіти УРСР